# Zafírkolibri
A zafírkolibri (Boissonneaua jardini) a madarak (Aves) osztályába, ezen belül a  sarlósfecske-alakúak (Apodiformes) rendjéhez és a kolibrifélék (Trochilidae) családjához tartozó faj.

## Rendszerezése
A fajt Jules Bourcier francia természettudós írta le 1851-ben, a Trochilus nembe Trochilus Jardini néven.

## Előfordulása
Dél-Amerikában, az Andok nyugati lejtőjén, Kolumbia és északnyugat-Ecuador területén honos. Természetes élőhelyei a szubtrópusi és trópusi síkvidéki és hegyi esőerdők, valamint síkvidéki nedves cserjések. Állandó, nem vonuló faj.

## Megjelenése
Testhossza 13 centiméter. Csőre egyenes, viszonylag rövid, hossza 18 milliméter. Kifejezetten jó színjátszó tollazatú, jórészt kékes-lila a koronája és a melle is, zöldes-kék a háta, zöld a felső szárnyi fedőtollai, és vörhenyes a lejjebbi szárnyfedő tollaik. Rossz fényviszonyban úgy tűnik, mindene fekete, kivéve az erősen kontrasztos fehér külső farktollai.
|  |

## Természetvédelmi helyzete
Az elterjedési területe nem nagy, egyedszáma ugyan, de még nem éri el a kritikus szintet. A Természetvédelmi Világszövetség Vörös listáján nem fenyegetett fajként szerepel.